# Santi (álbum)
Santi é o segundo álbum de estúdio da banda The Academy Is..., lançado no dia 2 de abril de 2007 pela Fueled By Ramen.
O disco tinha o título de Chop Chop. A primeira prévia do álbum foi fornecida por Johnny Minardi of Snakes e Suits Fame em 26 de janeiro de 2007, quando ele deu a canção, "LAX to O'Hare", a Absolutepunk.net para fluir em seu site. O primeiro single do álbum foi "We've Got A Big Mess On Our Hands." A canção foi estreada em Q101 em Chicago em torno em 5 de fevereiro de 2007. A canção já está fluindo a partir da banda em sua página no Purevolume e está disponível no iTunes, nos E.U.A.
Na sua primeira semana de vendas nos os E.U.A, o álbum vendeu 33,000 cópias, estreando na #32 da Billboard 200 e #94 na UK Albums Chart.
| Críticas profissionais                                                      | Críticas profissionais |
| Avaliações da crítica                                                       | Avaliações da crítica  |
| Fonte                                                                       | Avaliação              |
| --------------------------------------------------------------------------- | ---------------------- |
| AbsolutePunk.net                                                            | (84%)                  |
| allmusic                                                                    | [ 2 ]                  |
| Blender                                                                     | [ 3 ]                  |
| Rolling Stone                                                               | [ 4 ]                  |
| Spin                                                                        | [ 5 ]                  |
| Twisted Ear                                                                 | [ 6 ]                  |
| Esta tabela precisa de ser acompanhada por texto em prosa. Consulte o guia. |                        |

## Faixas
1. "Same Blood" – 3:14
2. "LAX to O'Hare" – 3:36
3. "We've Got a Big Mess on Our Hands" – 3:26
4. "Sleeping with Giants (Lifetime)" – 3:36
5. "Everything We Had" – 3:38
6. "Bulls in Brooklyn" – 3:27
7. "Neighbors" – 3:10
8. "Seed" – 4:17
9. "Chop Chop" – 3:26
10. "You Might Have Noticed" – 3:22
11. "Unexpected Places" – 4:15